# Jaap Stockmann

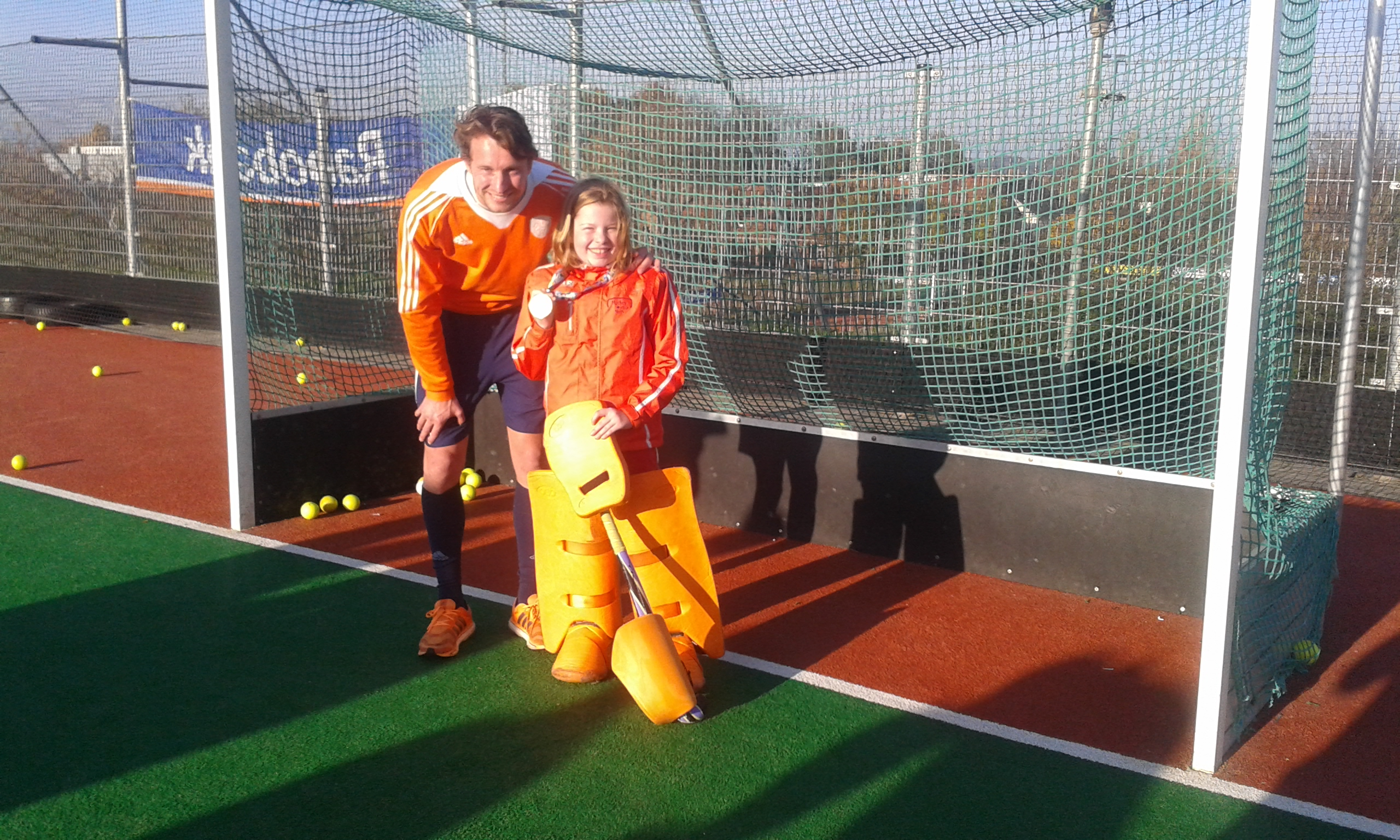
Jaap Stockmann (2015)

Jacob Petrus „Jaap“ Stockmann (* 24. Juli 1984 in Bunnik) ist ein ehemaliger niederländischer Hockeyspieler, der bei den Olympischen Spielen 2012 die Silbermedaille gewann. 2014 war er mit der niederländischen Nationalmannschaft Weltmeisterschaftszweiter. Bei Europameisterschaften gewann er 2015 Gold und 2013 Silber.

## Sportliche Karriere
Der 1,93 m große Jaap Stockmann spielte von 2007 bis 2016 in der Nationalmannschaft. Anfangs war er noch Ersatztorwart für Guus Vogels, aber in den 2010er Jahren wurde er Stammtorwart und stand in 140 Länderspielen im Tor.
Bei den Olympischen Spielen 2012 in London gewannen die Niederländer ihre Vorrundengruppe vor der deutschen Mannschaft, die sie im Vorrundenspiel mit 3:1 bezwangen. Im Halbfinale besiegten sie die Briten mit 9:2. Im Finale trafen die Niederländer wieder auf die deutschen Herren und unterlagen diesmal mit 1:2. Bei der Europameisterschaft 2013 unterlagen die Niederländer im Halbfinale der deutschen Mannschaft, das Spiel um Bronze gewannen sie gegen die Engländer. 2014 waren die Niederlande Gastgeber der Weltmeisterschaft in Den Haag. Die Niederländer gewannen ihre Vorrundengruppe und bezwangen im Halbfinale die Engländer mit 1:0. Im Finale unterlagen sie den Australiern mit 1:6. 2015 bei der Europameisterschaft in London siegten die Niederländer im Finale mit 6:1 gegen die deutsche Mannschaft. Zum Abschluss seiner Karriere nahm Jaap Stockmann 2016 an den Olympischen Spielen in Rio de Janeiro teil. Die Niederländer belegten in der Vorrunde den zweiten Platz hinter der deutschen Mannschaft aber vor den Argentiniern. Im Viertelfinale bezwangen sie die australische Mannschaft mit 4:0, unterlagen dann aber im Halbfinale der belgischen Mannschaft mit 1:3. Im Spiel um Bronze verloren die Niederländer gegen die Deutschen im Penalty-Schießen.
Jaap Stockmann begann seine Karriere beim SV Kampong, spielte aber den größten Teil seiner Laufbahn für den HC Bloemendaal, mit dem er von 2006 bis 2010 fünfmal in Folge niederländischer Meister wurde.